# Antoine Fouquier-Tinville

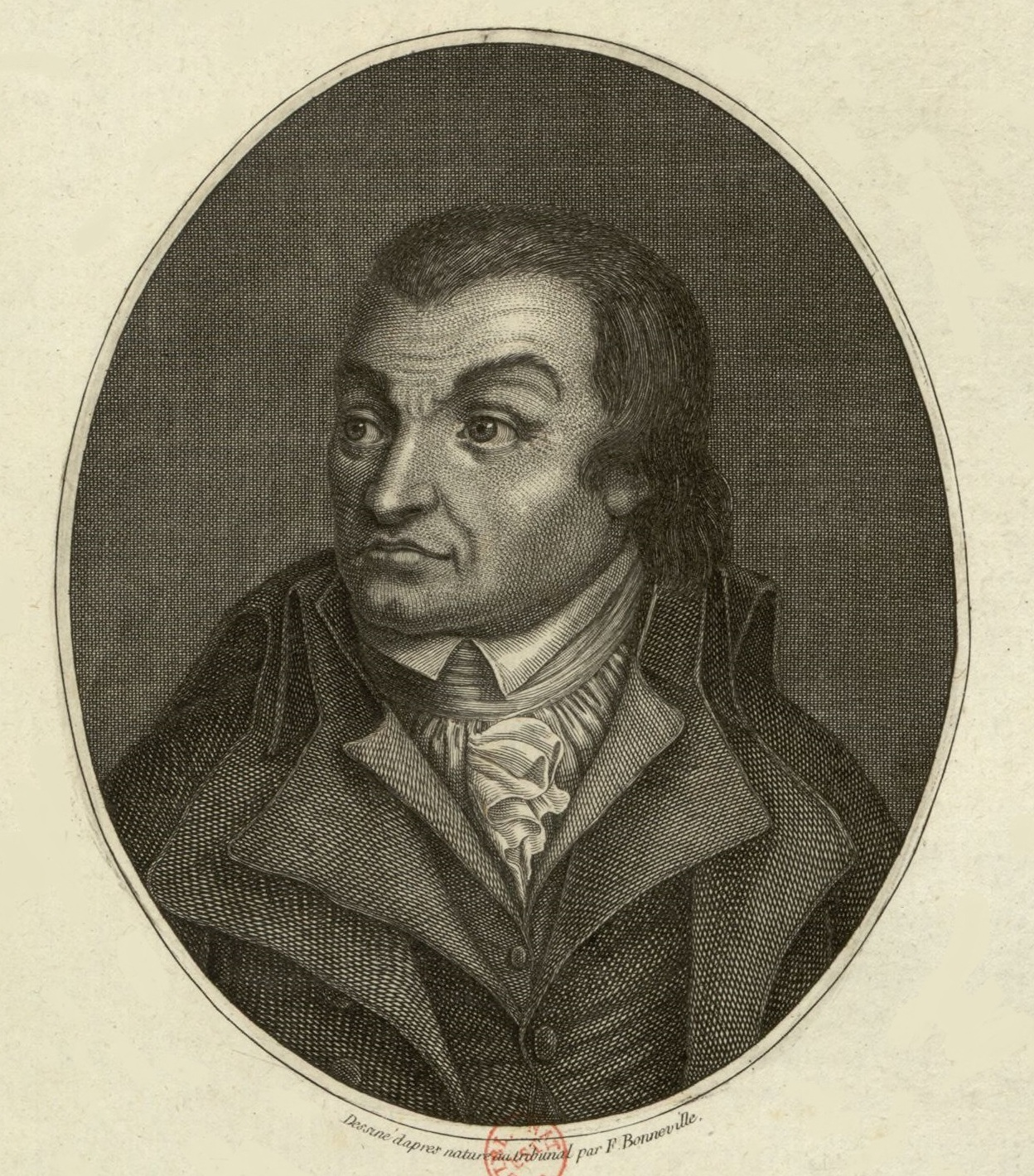
Portretgravure uit 1796 door François Bonneville

Antoine Quentin Fouquier de Tinville, onder de Franse Revolutie Fouquier-Tinville (Herouël, 10 juni 1746 – Parijs, 7 mei 1795) was een Frans procureur, politieagent en openbaar aanklager. Zijn aanklachten voor het Revolutionair Tribunaal resulteerden tijdens het Schrikbewind in duizenden halsrechtingen. Ook voor hemzelf was de guillotine zijn eindbestemming.

## Jonge jaren
De familie Fouquier was lagere adel uit de omgeving van Saint-Quentin in het Noord-Franse Picardië. Zijn vader, Éloy Fouquier de Tinville, was heer van Hérouël, Tinville, Foreste en Vauvillé. Hij liet het eerste domein aan zijn oudste zoon en Tinville aan Antoine. In totaal waren er vijf kinderen. Het gezin kende voorspoed, ook de moeder Marie-Louise Martine was van rijke komaf. 
Antoine liep school in het college van Noyon met het idee pastoor te worden zoals zijn oom. Na afloop zag zijn vader betere vooruitzichten in de magistratuur en plaatste hij Tinville als leerling-klerk in de studie van meester Cornillier, procureur bij het Grand Châtelet in Parijs. Procureurs waren in die tijd procesvertegenwoordigers. In 1769 trad hij in dienst bij procureur Berthereau. Toen deze begin 1774 op rust ging, kocht Tinville zijn ambt over met hulp van zijn familie en een lening.
Het volgende jaar trouwde hij met zijn nicht Dorothée Saugnier, met wie hij vijf kinderen kreeg. Ze stierf in 1782 in het kraambed, waarna hij hertrouwde met de laagadellijke Henriette Gérard d'Aucourt. Zij hadden twee kinderen, maar financieel ging het hen niet voor de wind. In de affairistische sfeer van die tijd deed Tinville risicovolle investeringen, die hem er in 1783 toe dwongen zijn ambt te verkopen. Belast met schulden ging hij werken bij de koninklijke politie. In 1789 werd hij commissaris van zijn district.

## Openbaar aanklager

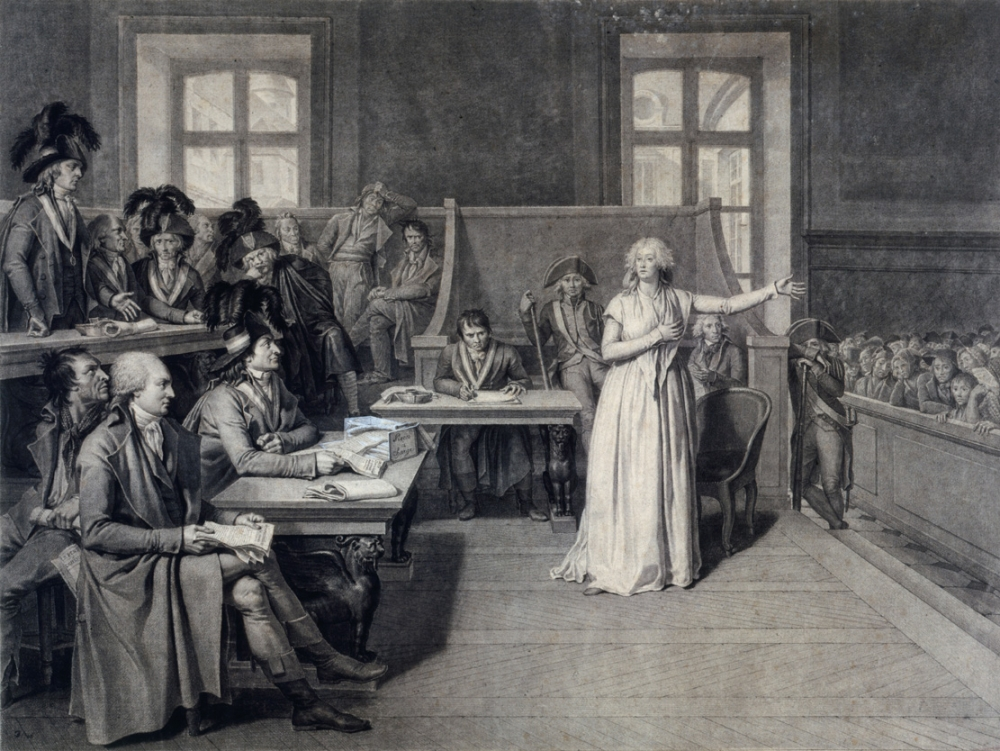
Fouquier (zittend aan de tafel links) op het proces van Marie-Antoinette

De Franse Revolutie gaf Fouquier-Tinville kansen. Hij werd commissaris in zijn sectie Saint-Merry en probeerde in 1791 griffier bij de Rechtbank van Cassatie te worden, zij het zonder succes. Met de steun van zijn neef Camille Desmoulins verkreeg hij een benoeming tot directeur van een van de aanklachtjury's die moest oordelen over de doorverwijzing van de royalisten die de Tuilerieën hadden verdedigd. Deze functie was verbonden aan een uitzonderingsrechtbank en dus tijdelijk. 
Na de opheffing ervan op 29 november 1792 werd hij substituut van de openbaar aanklager bij de criminele rechtbank van het Seinedepartement. Op 12 maart 1793 werd hij aangesteld tot rechter in Saint-Quentin, maar hij had al een betere positie op het oog. De dag erna deed de Nationale Conventie de benoemingen voor een nieuwe buitengewone criminele rechtbank, het Revolutionair Tribunaal. Fouquier-Tinville kreeg 163 stemmen achter zich en werd zodoende substituut, maar omdat Louis-Joseph Faure de positie van openbaar aanklager afwees, viel ze toe aan Fouquier.
Hij werd de spil van het Revolutionair Tribunaal. Hij verwelkomde de rechters en de juryleden, koos de zaal (in het Palais de la Cité), redigeerde de aanklachten, ontving de beul en stelde vast met hoeveel karren de veroordeelden naar de executieplaats zouden worden gebracht. Ook rapporteerde hij aan het Comité de salut public. Robespierre en diens medestanders verweten hem geregeld de traagheid en gematigdheid van de rechtbank. De helft van de betichten werden in die periode vrijgesproken. Herhaaldelijk zwakte de Conventie de wettelijke rechten van verdediging af, in het bijzonder door de Verdachtenwet en de Wet van 22 prairial, die Fouquier gehoorzaam uitvoerde. Als aanklager sprak Fouquier het requisitoir uit op de processen tegen Charlotte Corday (17 juli 1793), tegen de "weduwe Capet" oftewel de voormalige koningin Marie-Antoinette (16 oktober 1793), tegen de girondijnen (30 oktober 1793), tegen Antoine Barnave (27-28 november 1793), tegen Madame du Barry (6-7 december 1793), tegen de hébertisten (21-24 maart 1794), tegen de dantonisten (2-5 april 1794), tegen Elisabeth van Frankrijk, tegen de karmelietessen van Compiègne (17 juli 1794), en vele anderen.
Na de zuivering van 9 Thermidor II (27 juli 1794) werd hij niet onmiddellijk afgezet. Overeenkomstig de Wet op de Grote Terreur stelde hij de identiteit van Robespierre, Saint-Just, Couthon en de andere gevallenen vast, waarna ze zonder proces naar de guillotine werden gestuurd. Op dat punt in zijn loopbaan als aanklager had hij de doodstraf gevraagd en bekomen tegen ongeveer tweeduizend personen. Op de dag van de executie van de robespierristen besliste het Comité de salut public tot een volledige vernieuwing van het Revolutionaire Tribunaal. Volgens de door Barère gepresenteerde namenlijst zou Fouquier-Tinville openbaar aanklager blijven. Drie dagen later zorgde Fréron ervoor dat hij alsnog in beschuldiging werd gesteld. Fouquier was ervan overtuigd dat hij het recht aan zijn kant had en gaf zich vrijwillig aan.

## Proces en executie

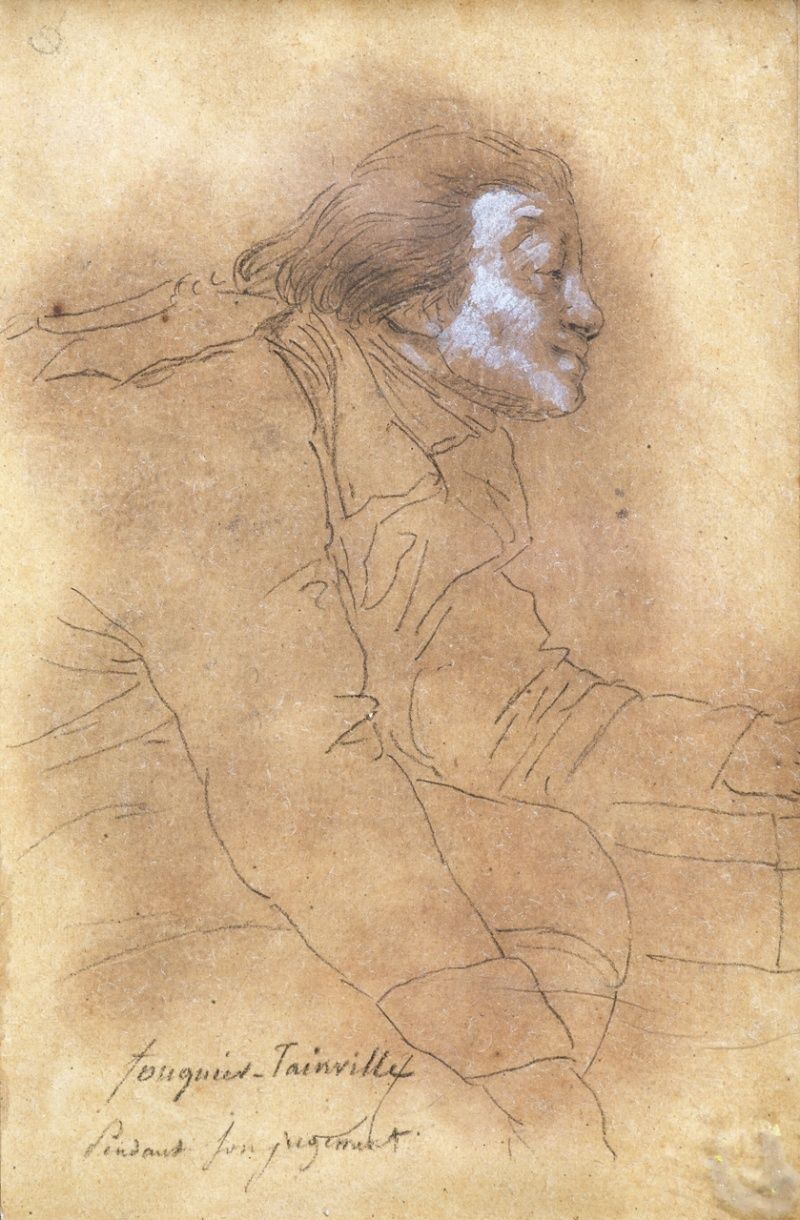
Portret naar het leven van Fouquier-Tinville op zijn proces, door Vivant Denon

Het proces van Fouquier werd gevoerd voor het Revolutionair Tribunaal, waarvan hijzelf voorzitter was geweest en waar hij zovelen ter dood had veroordeeld. Op 28 maart 1795 verscheen hij met drieëntwintig medebeklaagden voor het tribunaal. Zes anderen waren op de vlucht geslagen. Zijn vervanger als openbaar aanklager was Antoine Judicis. Hij beschuldigde hem ervan dat hij personen gezamenlijk had vervolgd die elkaar nooit hadden gekend, dat hij personen had laten executeren zonder akte van beschuldiging, dat er door overhaaste procesvoering persoonsverwisselingen hadden plaatsgevonden, dat er mensen waren terechtgesteld zonder dat hun vonnis was afgewerkt.
Meer dan een maand lang kwamen 419 personen getuigen, van wie 223 ter verdediging en 196 ten laste. Het requisitoir werd op 1 mei 1795 uitgesproken door substituut Cambon. Daarna was Fouquier-Tinville aan de beurt. Zijn verdediging kwam erop neer dat hij de wetten en de wensen van de Conventie had uitgevoerd. Hij voelde zich de zondebok en wierp zijn rechters de volgende vraag voor de voeten: "Ik was de bijl van de revolutie, wordt een bijl gestraft?"
Na twee uur beraadslaging werd het vonnis op 6 mei om 5u voorgelezen. Fouquier-Tinville en vijftien van zijn medebeklaagden werden ter dood veroordeeld. In de motivering werd vastgesteld dat hij had samengezworen tegen de vrijheid en tegen de Republiek, onder meer door onder het mom van vonnissen grote aantallen Fransen te doen ombrengen. Vijftien anderen werden vrijgesproken.
Na het vonnis schreef Fouquier-Tinville in de Conciergerie een bericht waarin hij zijn onschuld uitschreeuwde: "Ik heb mezelf niets te verwijten: ik heb me altijd aan de wetten gehouden, ik ben nooit de handpop van Robespierre of Saint-Just geweest; integendeel, vier keer stond ik op het punt gearresteerd te worden. Ik sterf voor mijn vaderland en zonder smet. Ik ben ervan overtuigd: later zal men mijn onschuld erkennen".
Zijn executie vond de volgende ochtend plaats op de Place de Grève voor het Stadhuis van Parijs, als laatste van de zestien ter dood veroordeelden. Op zijn rehabilitatie wacht hij in zekere zin nog steeds. Fouquier ging de geschiedenis in als de uitvoerder van de Terreur.

## Eerbetoon
In Assis-sur-Serre is een doodlopende straat vernoemd naar Fouquier-Tinville.

## Primaire bronnen
- Procès de Fouquier-Tinville.  A Paris: Chez Maret, 1795
- Procès de Fouquier Tinville.  Paris: De l'imprimerie du Bulletin républicaine, 1795
- Réponse d'Antoine-Quentin Fouquier, ex-accusateur-public près le Tribunal révolutionnaire de Paris, aux différens chefs d'accusation portés en l'acte à lui notifié, le 26 frimaire: a la défense générale de Billaud-Varennes, Collot-d'Herbois, Barrère et Vadier, anciens membres des comités de gouvernement, et a celle particulière de Billaud, et encore aux faits avancés par quelques-uns d'eux, dans les séances de la Convention des 12 et 13 fructidor. Paris, Impr. de Marchant, 1795
- Réquisitoires de Fouquier-Tinville, ed. Hector Fleischmann, 1911

## Secundaire literatuur
- Hector Fleischmann, Les coulisses du Tribunal Révolutionnaire (Fouquier-Tinville intime), Paris, 1909
- Jacques Castelnau, Fouquier Tinville. Le pourvoyeur de l'échafaud, Hachette, 1937
- Albert Croquez en Georges Loublié, Fouquier-Tinville, l'accusateur public, Paris, Julliard, 1945, 274 p.
- Pierre Labracherie, Fouquier-Tinville, accusateur public, Paris, Fayard, 1961, 385 p.
- Stéphanie Romanacce, Le procès de Fouquier-Tinville (germinal-floréal an III). Les difficultés et les ambiguïtés du régime thermidorien, masterthesis Université de Paris-X Nanterre, 1993
- Alphonse Giboulet, L'accusateur de la République. Antoine Quentin Fouquier de Tinville, 2008. ISBN 2750420210
- Jean-François Fayard, Fouquier-Tinville, 2013. ISBN 2213670641

- Bibsys: 1682591864588
- Biblioteca Nacional de España: XX1232734
- Bibliothèque nationale de France: cb13483700k (data)
- CiNii: DA15342697
- Gemeinsame Normdatei: 118961012
- International Standard Name Identifier: 0000 0000 8171 6342
- Library of Congress Control Number: n89648010
- Nationale Bibliotheek van Tsjechië: uk20201090364
- Nationale Bibliotheek van Israël: 987007261200105171
- Nederlandse Thesaurus van Auteursnamen: 120012707
- Réseau des bibliothèques de Suisse occidentale: 02-A003255788
- SNAC: w61r794w
- Système universitaire de documentation: 027452409
- Union List of Artist Names: 500354305
- Virtual International Authority File: 103647111
- WorldCat: E39PBJtmxwhxMp8CRjwgRkRHYP